# Sorg (Heinersreuth)
Sorg ([zɔʁk] ) ist ein Gemeindeteil von Heinersreuth im oberfränkischen Landkreis Bayreuth in Bayern. Sorg liegt in der Gemarkung Altenplos.

## Geografie
Der Weiler liegt an einer Gemeindeverbindungsstraße, die nach Muckenreuth zur Staatsstraße 2189 (1,3 km nördlich) bzw. an Dürrwiesen vorbei nach Altenplos verläuft (1,1 km südöstlich). Westlich von Sorg befindet sich der Forst Neustädtlein.

## Geschichte
Gegen Ende des 18. Jahrhunderts bestand Sorg aus zwei Anwesen (1 Halbsöldengut, 1 Haus). Die Hochgerichtsbarkeit stand dem bayreuthischen Stadtvogteiamt Bayreuth zu. Das Hofkastenamt Bayreuth war Grundherr beider Anwesen.
Von 1797 bis 1810 unterstand der Ort dem Justiz- und Kammeramt Bayreuth. Mit dem Gemeindeedikt wurde Sorg dem 1812 gebildeten Steuerdistrikt Altenplos und der im gleichen Jahr gebildeten Ruralgemeinde Aichen zugewiesen. Mit dem Gemeindeedikt von 1818 erfolgte die Eingemeindung nach Altdrossenfeld. Am 1. Mai 1978 wurde Sorg im Zuge der Gebietsreform in Bayern nach Heinersreuth eingemeindet.

### Einwohnerentwicklung
| Jahr      | 001819 | 001822 | 001861 | 001871 | 001885 | 001900 | 001925 | 001950 | 001961 | 001970 | 001987 |
| Einwohner | 14     | 17     | 26     | 27     | 26     | 28     | 30     | 49     | 38     | 24     | 18     |
| Häuser    |        | 2      |        |        | 4      | 6      | 6      | 5      | 7      |        | 6      |
| Quelle    | [ 9 ]  | [ 6 ]  | [ 10 ] | [ 11 ] | [ 12 ] | [ 13 ] | [ 14 ] | [ 15 ] | [ 16 ] | [ 17 ] | [ 1 ]  |

## Religion
Sorg ist evangelisch-lutherisch geprägt und nach Dreifaltigkeitskirche (Neudrossenfeld) gepfarrt.